# Вільний затвор

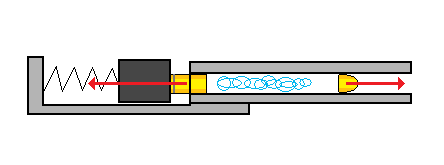
Принципова схема дії вільного затвора

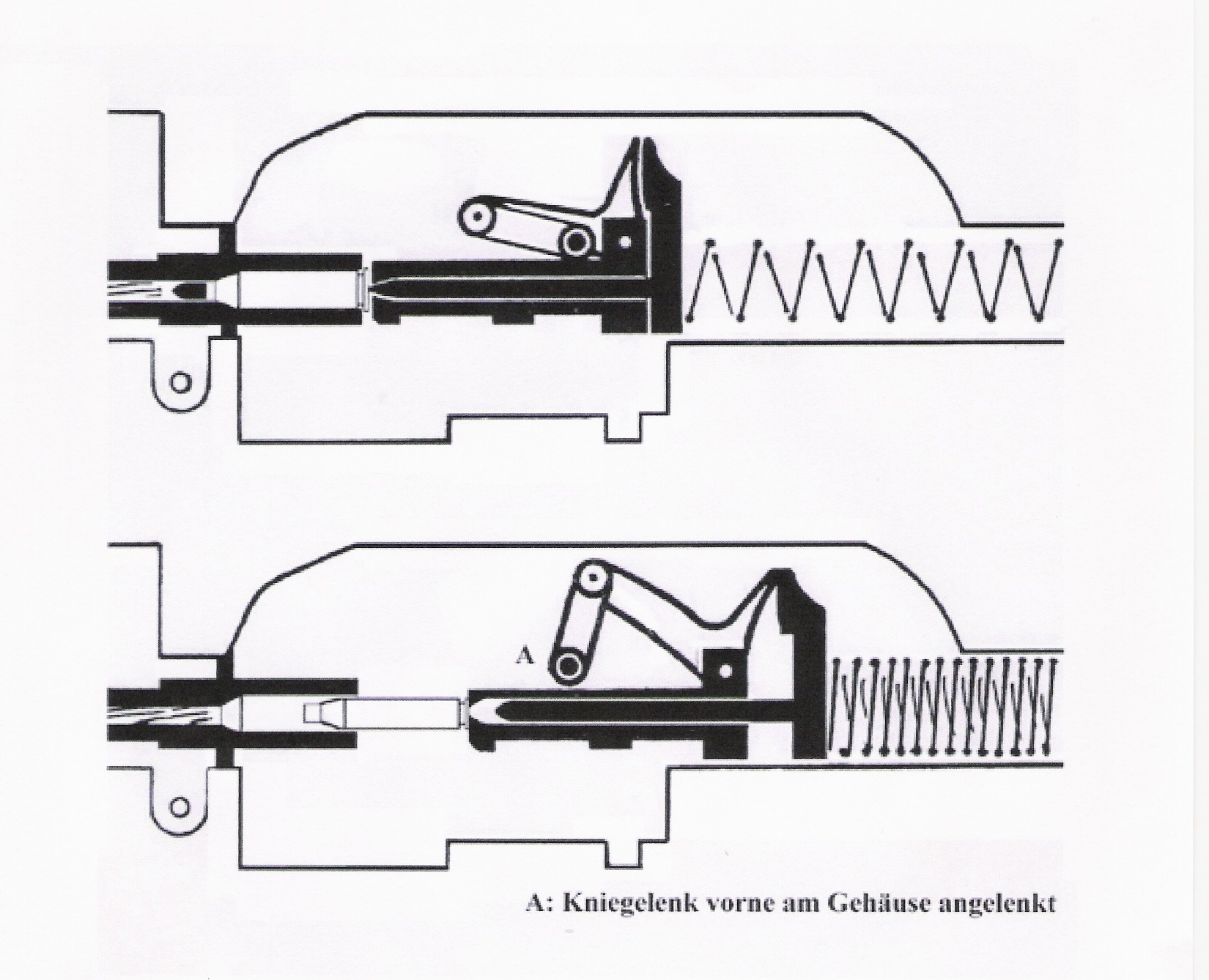
Принцип дії вільного затвора німецького кулемету MG M.07/12 «Шварцлозе»

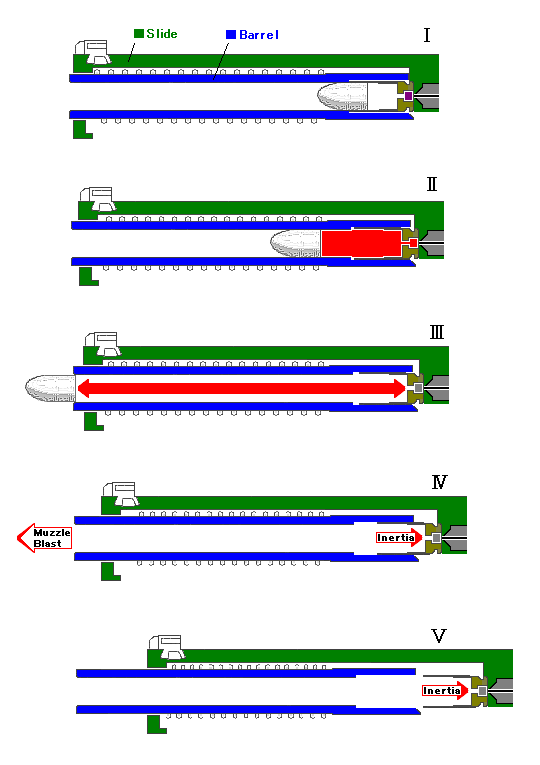
Робота вільного затвора на прикладі пістолета (схема).
I — положення перед пострілом;
II — тиск порохових газів перевищив тиск форсування, куля врізається в наріз ствола, але гільза, що утримується інертною масою затвора і тертям стінок, щільно притиснутих тиском до патронника, відходить назад лише на декілька міліметрів;
III — куля лишає ствол, гільза за цей же час вийшла з патронника лише своєю потовщеною частиною з основи;
IV, V — тиск в стволі падає, тертя в патроннику різко знижується, і гільза відходить назад під дією залишкового тиску і інерції, штовхаючи затвор, цим приводячи в дію автоматику перезарядження

Ві́льний затво́р (англ. blowback) — подовжньо-ковзний затвор, не зчеплений з нерухомим стволом під час пострілу.
Відбій вільного затвора — принцип дії автоматики перезарядження вогнепальної зброї, при якому подовжньо-ковзний затвор не зчеплений з нерухомим стволом, а його відхід назад при пострілі сповільнюється переважно за рахунок тертя стінок гільзи о патронник і великою масою самого затвора. Вільний затвор конструктивно простіше за будь-який інший тип замикання ствола. Проте для нього характерні такі істотні недоліки, як зайва маса зброї, схильність до високого темпу стрільби і збільшення коливань зброї при стрільбі чергами за рахунок швидкого зворотно-поступального руху масивного затвора і його ударів в крайніх положеннях, що також сприяє прискореному зносу зброї. Схема з вільним затвором завдяки своїй простоті в минулому широко застосовувалася в пістолетах-кулеметах: досить назвати такі зразки, як MP-18, Suomi, MP-40, ППШ, STEN, Uzi і багато інших.
В даний час багато пістолетів-кулеметів використовують досконаліші механізми з напіввільним затвором або навіть відведенням порохових газів, хоча вільний затвор також зберігає велику популярність в конструкторів цього виду зброї.
Крім того, вільний затвор дуже часто використовується в іншому типові зброї під пістолетний набій — пістолетах, зазвичай — що використовують порівняно малопотужні набої (ПМ, АПС, ПСМ, «Браунінг» тощо), оскільки маса кожуха-затвора пістолета зазвичай виходить набагато менше, ніж може важити затвор пістолета-кулемета. Нарешті, вільний затвор як правило мають самозарядні мисливські рушниці і карабіни під малокаліберний набій кільцевого займання, наприклад ТОЗ 99, Ruger 10/22 і аналогічні.
Вживання даної схеми в інших типах зброї носить як правило лише епізодичний характер.